# С. П. Лірі
С. П. Лірі (англ. S. P. Leary; 6 червня 1930, Картаж, Техас — 26 січня 1998, Чикаго, Іллінойс) — американський блюзовий ударник. Працював з Мадді Вотерсом, Джеймсом Коттоном, Т-Боун Вокером, Лоуеллом Фулсоном і Хауліном Вульфом.

## Біографія
Народився 6 червня 1930 року в Картаж, штат Техас. Виріс неподалік Далласа, товаришував з майбутнім саксофоністом Рея Чарльза Девідом «Фетгед» Ньюменом. Обидва вони грали з гітаристом Т-Боун Вокером.
Близько 1955 року Лірі переїхав до Чикаго, штат Іллінойс. Його сусід, Сонні Бой Вільямсон II (Райс Міллер) почув як він практикується і взяв його до свого гурту. Лірі швидко здобув популярність, грав з Джиммі Роджерсом, чия сольна кар'єра була у розквіті. Пізніше Лірі грав водночас з Мадді Вотерсом і Хауліном Вульфом, а також з Меджиком Семом, Моррісом Педжо і Джеймсом Коттоном. Також записувався з декількома учнями Вотерса, наприклад, Моджо Бьюфордом (The Exciting Harmonica Sound Of Mojo Buford), Отісом Спенном (The Bottom of the Blues) і Джеймсом Коттоном (Chicago/The Blues/Today!, vol. 2) на початку їхньої сольної кар'єри, а пізніше з Полом Ошером (The Deep Blues Of Paul Oscher). Багато працював як сесійний музикант з 1960-х до 1990-х. Активно займався музикою до самої смерті.
Помер 26 січня 1998 року в Чикаго, Іллінойс від ускладнень від інсульту та раку.